# Owstonia pectinifer
Owstonia pectinifer är en fiskart som först beskrevs av Myers, 1939.  Owstonia pectinifer ingår i släktet Owstonia och familjen Cepolidae. Inga underarter finns listade i Catalogue of Life.